# كينيث براندر
كينيث براندر (بالعبرية: קנת ברנדר‏) (بالإنجليزية: Kenneth Brander)‏ هو حاخام وكاتب إسرائيلي وأمريكي، ولد في 18 أبريل 1962.

## وصلات خارجية
- الموقع الرسمي